# Katedrála Nejsvětější Trojice (Dublin)
Katedrála Nejsvětější Trojice je kostel v irském hlavním městě Dublin, starší ze dvou dublinských katedrál (mladší je Katedrála svatého Patrika). Využívá ji protestantská církev Church of Ireland a katedrála je sídlem jejího arcibiskupa. Formálně je sídlem i katolického arcibiskupa Dublinu, ten nicméně od anglické reformace využívá kostel sv. Marie na Marlborough Street. Stavba katedrály začala okolo roku 1028, z rozhodnutí krále Dublinského království Sigtrygga Silkbearda. Stavba je původně gotická, ale v novověku se k záchraně chrámu učinilo mnoho novogotických úprav, které je těžké odlišit od původní podoby. V katedrále lze nalézt hrobku Strongbowa, neboli Richarda de Clarea, 2. hraběte z Pembroke, středověkého normansko-velšského válečníka, který přišel do Irska na žádost krále Diarmaita Mac Murchady, a jehož příchod znamenal začátek anglo-normanského ovládnutí Irska. Kostel disponuje vůbec největší kryptou v Irsku i na celých Britských ostrovech.